# Pedro Palma
Pour les articles homonymes, voir Palma.
Palma  Santos est un nom espagnol. Le premier nom de famille, en général paternel, est Palma ; le second, en général maternel, souvent omis, est Santos.
Pedro Amauri Palma Santos, né le 24 janvier 1989, est un coureur cycliste chilien.

## Palmarès
- 2008
  - 3e du championnat du Chili sur route espoirs
- 2009
  -  Champion du Chili sur route espoirs
  - 2e étape du Tour du Paraná
  - 3e du championnat du Chili du contre-la-montre espoirs
- 2010
  -  Champion du Chili du contre-la-montre espoirs
  - 2e du championnat du Chili sur route espoirs
- 2011
  -  Champion du Chili sur route espoirs
  - Tour du Biobío :
    - Classement général
    - 1re (contre-la-montre) et 3e étapes

  - 3e du championnat du Chili du contre-la-montre espoirs
- 2012
  - 1re étape de l'Ascensión a los Nevados de Chillán
  - 2e de l'Ascensión a los Nevados de Chillán
  - 3e du championnat du Chili sur route
  - 3e du championnat du Chili du contre-la-montre
- 2014
  - Tour de la Région du Maule
- 2016
  - 2e du championnat du Chili sur route

## Classements mondiaux
| Année            | 2009 |
| ---------------- | ---- |
| UCI America Tour | 247e |